# サウンド・アフェクツ
『サウンド・アフェクツ』（Sound Affects）は、イギリスのロック・バンド、ザ・ジャムが1980年に発表した5作目のスタジオ・アルバム。

## 背景
ポール・ウェラーは本作の音楽性について「（マイケル・ジャクソンの）『オフ・ザ・ウォール』と（ビートルズの）『リボルバー』を足して割った」と説明している。なお、収録曲「スタート」のベース・ラインは、しばしばビートルズの曲「タックスマン」との類似が指摘されてきた。
アルバム・タイトルは「効果音(Sound Effects)」のもじりで、本作のジャケットは、BBCが1970年代に制作した効果音のレコードのパロディとなっている。また、裏ジャケットにはパーシー・ビッシュ・シェリーの詩「The Masque of Anarchy」の一部が引用されており、ポール・ウェラーによれば、ファンの一人がこの詩を送ってきたことから使用したという。
オリジナル・リリースから30年後の2010年には、22曲入りのボーナス・ディスクが付属したデラックス・エディション盤がリリースされた。

## 反響・評価
全英アルバムチャートでは19週チャート圏内に入り、最高2位を記録。本作からの先行シングル「スタート」は全英シングルチャートで1位を獲得し、続いて1981年には「ザッツ・エンターテインメント」が21位に達した。
アメリカのBillboard 200では自身最高の72位を記録し、「スタート」は『ビルボード』のダンス・ミュージック／クラブ・プレイ・シングル・チャートで75位に達した。
Chris Woodstraはオールミュージックにおいて5点満点を付け「"That's Entertainment"や、シングルにすべきだった"Man in the Corner Shop"を筆頭に、彼らの作品の中でも特にキャッチーと思われる、純真で才気溢れて感染力の強いポップな曲が、最初から最後まで並んでいる」と評している。

## 収録曲
特記なき楽曲はポール・ウェラー作。
1. プリティー・グリーン Pretty Green – 2:38
2. マンデー Monday – 2:59
3. バット・アイム・ディファレント・ナウ But I'm Different Now – 1:51
4. セット・ザ・ハウス・アブレイズ Set the House Ablaze – 5:01
5. スタート Start! – 2:31
6. ザッツ・エンターテインメント That's Entertainment – 3:34
7. ドリーム・タイム Dream Time – 3:54
8. マン・イン・ザ・コーナー・ショップ Man in the Corner Shop – 3:13
9. ミュージック・フォー・ザ・ラスト・カップル Music for the Last Couple (Paul Weller, Bruce Foxton, Rick Buckler) – 3:43
10. ボーイ・アバウト・タウン Boy About Town – 1:59
11. スクレイプ・アウェイ Scrape Away – 4:00

### 2010年デラックス・エディション盤ボーナス・ディスク
1. スタート（シングル・ヴァージョン） Start! (Single Version) – 2:20
2. リザ・ラドリー Liza Radley – 2:34
3. ドリームズ・オブ・チルドレン The Dreams of Children – 2:59
4. ザッツ・エンターテインメント（オルタネイト） That's Entertainment (Alternate) – 3:24
5. プリティー・グリーン Pretty Green (Demo) – 2:38
6. ポップ・アート・ポエム Pop Art Poem – 2:10
7. レイン（デモ） Rain (Demo) (John Lennon, Paul McCartney) – 2:58
8. ボーイ・アバウト・タウン（デモ） Boy About Town (Demo) – 2:18
9. ドリーム・タイム（デモ） Dream Time (Demo) – 1:52
10. デッド・エンド・ストリート（デモ） Dead End Street (Demo) (Ray Davies) – 3:15
11. バット・アイム・ディファレント・ナウ（デモ） But I'm Different Now (Demo) – 1:57
12. スクレイプ・アウェイ（インストゥルメンタル） Scrape Away (Instrumental) – 1:59
13. スタート（デモ） Start! (Demo) – 2:17
14. リザ・ラドリー（デモ） Liza Radley (Demo) – 2:18
15. アンド・ユア・バード・キャン・シング（デモ） And Your Bird Can Sing (Demo) (J. Lennon, P. McCartney) – 1:54
16. マンデー（オルタネイト） Monday (Alternate) – 4:20
17. ゲット・ユアセルフ・トゥゲザー（デモ） Get Yourself Together (Demo) (Ronnie Lane, Steve Marriott) – 2:00
18. セット・ザ・ハウス・アブレイズ（オルタネイト） Set The House Ablaze (Alternate 'Dub' Ending) – 4:47
19. ボーイ・アバウト・タウン（オルタネイト） Boy About Town (Alternate) – 2:14
20. ノー・ワン・イン・ザ・ワールド（デモ） No One in the World (Demo) – 2:24
21. インストゥルメンタル（デモ） Instrumental (Demo) – 2:54
22. ウォータールー・サンセット（デモ） Waterloo Sunset (Demo) (R. Davies) – 3:59

## 参加ミュージシャン
- ポール・ウェラー - ボーカル、ギター
- ブルース・フォクストン - ベース
- リック・バックラー - ドラムス